# Anorí
Anorí – miasto w Kolumbii, w departamencie Antioquia.